# Durbartorget i Katmandu

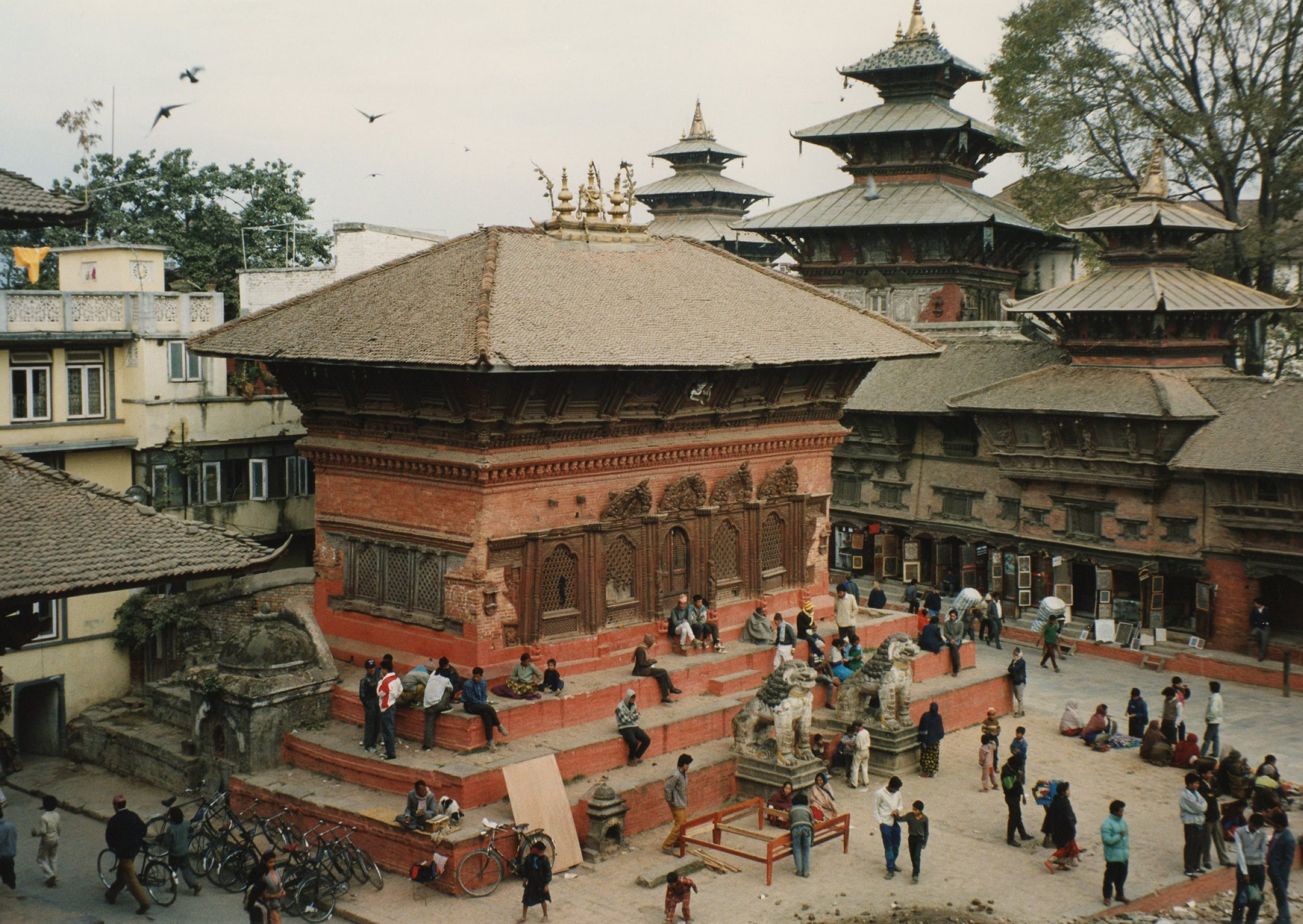
Durbartorget i Katmandu före jordbävningen.

Durbartorget i Katmandu är ett torg i Nepal. Vid torget ligger det gamla Katmandurikets palats. Torget och palatsbyggnaderna skadades allvarligt i jordbävningen 2015.

Durbartorget i Katmandu
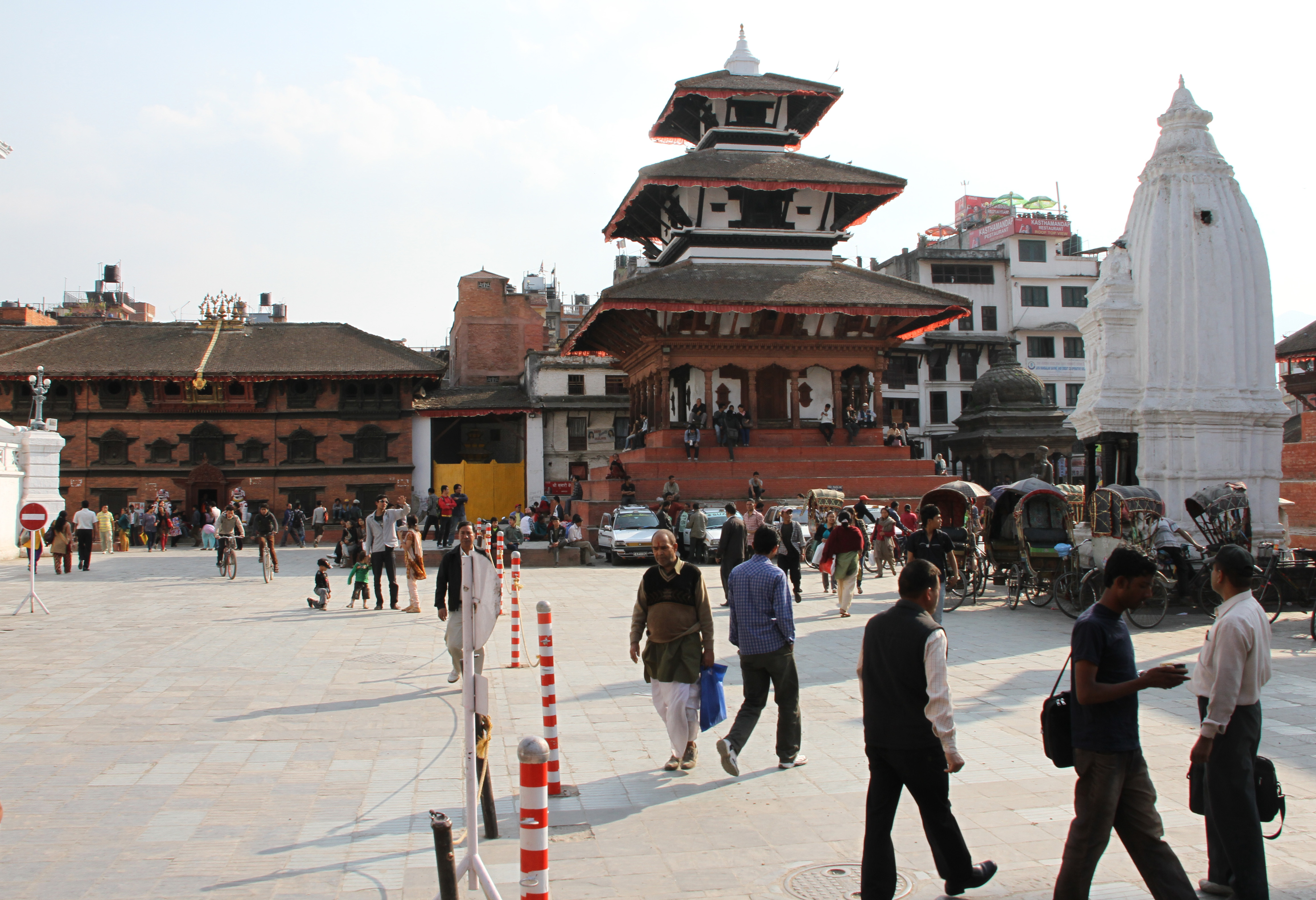
Kumari-Trailokya Mohan Mandir-Kamadev
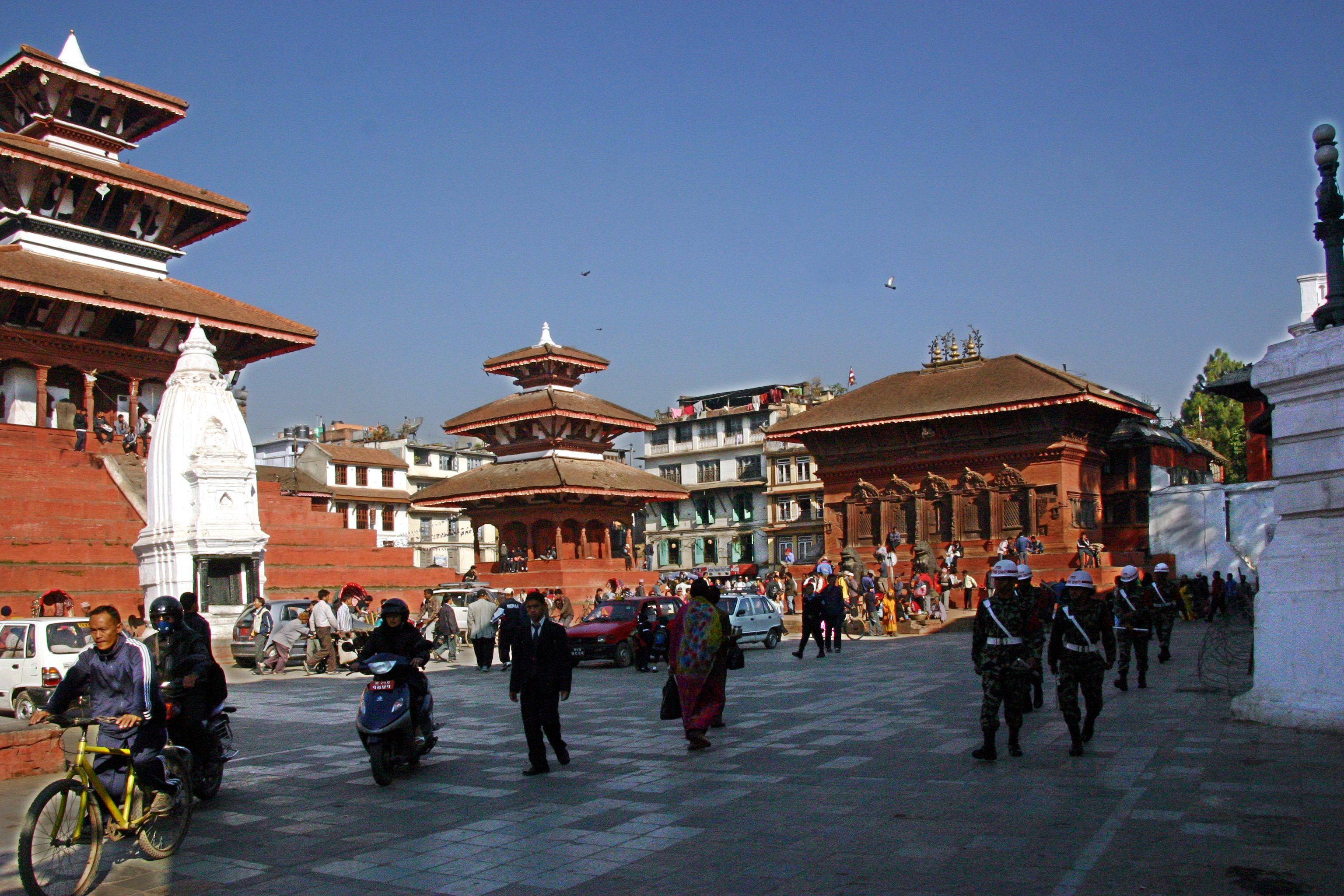
Maju Dega-Narayana-Shiva Parvati
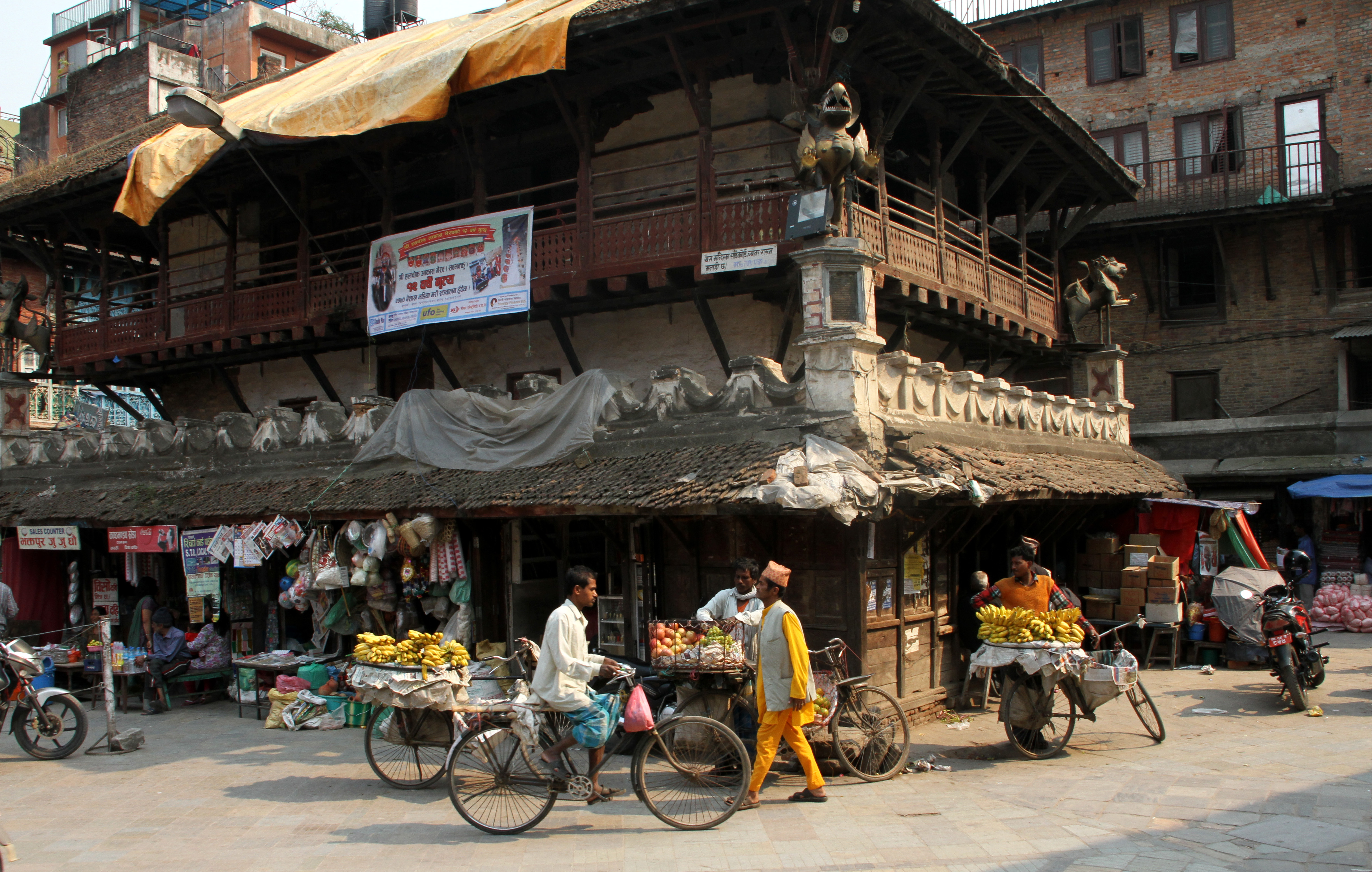
Kasthamandap
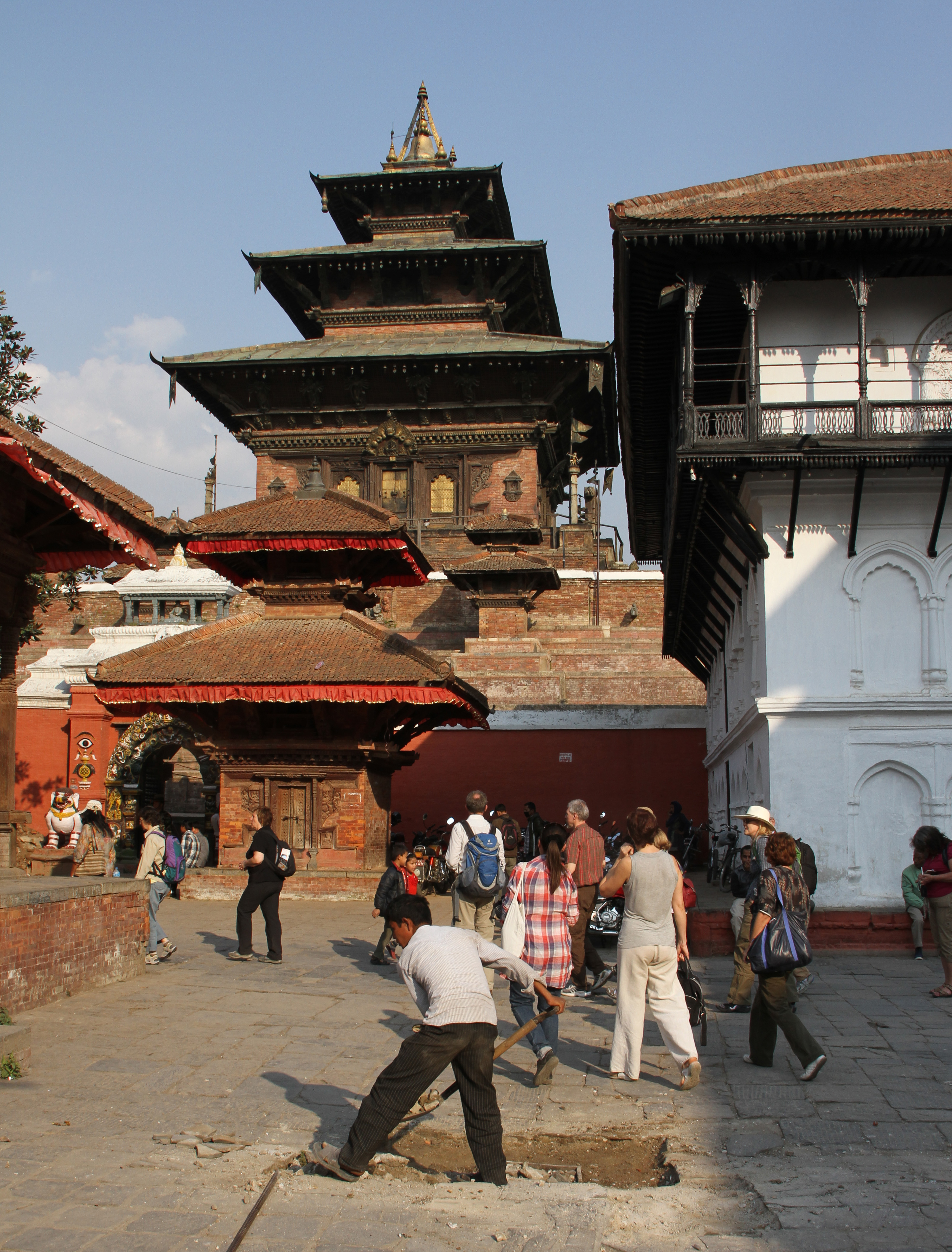
Taleju
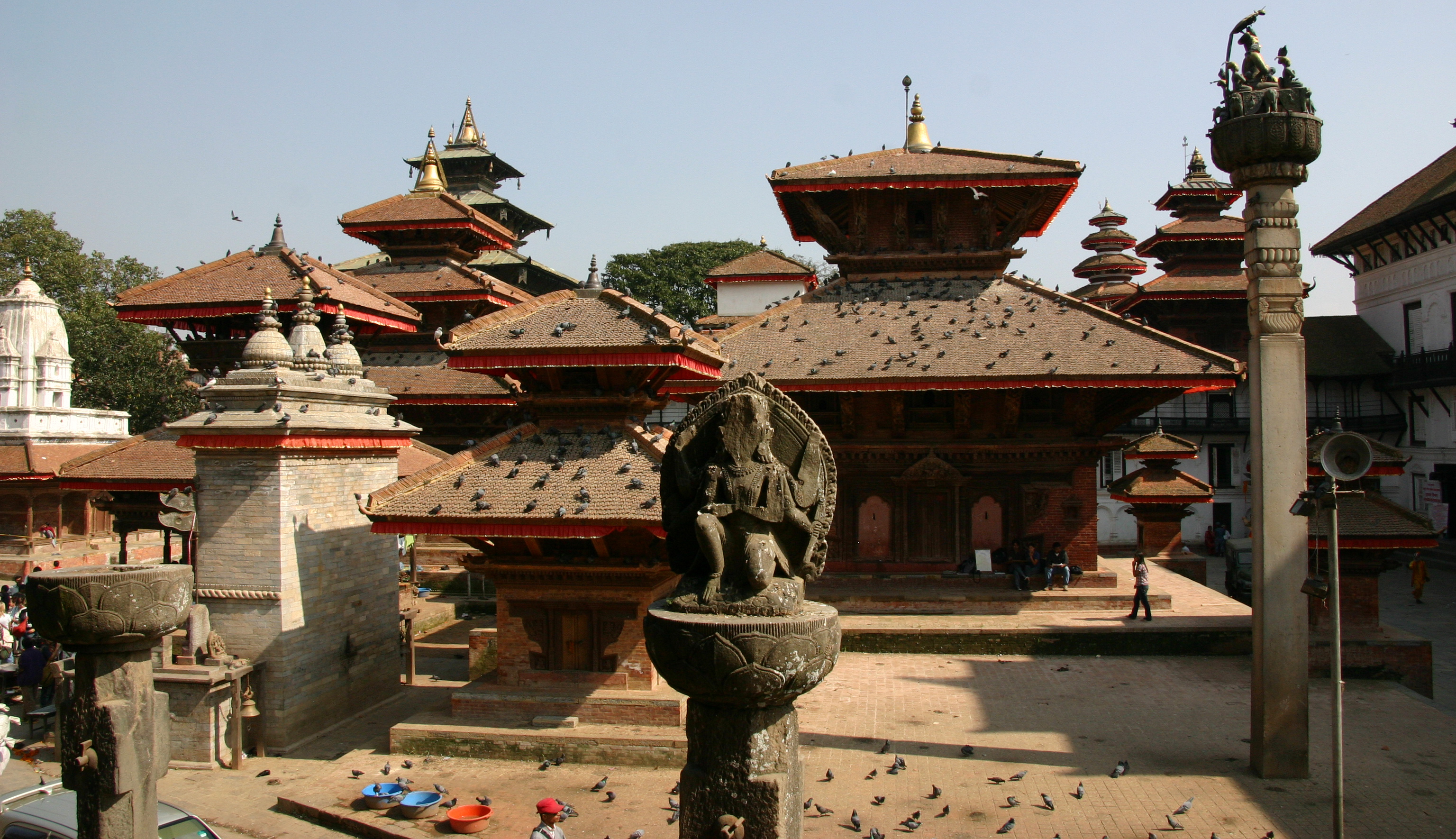
Jagannath-Pratapamalla
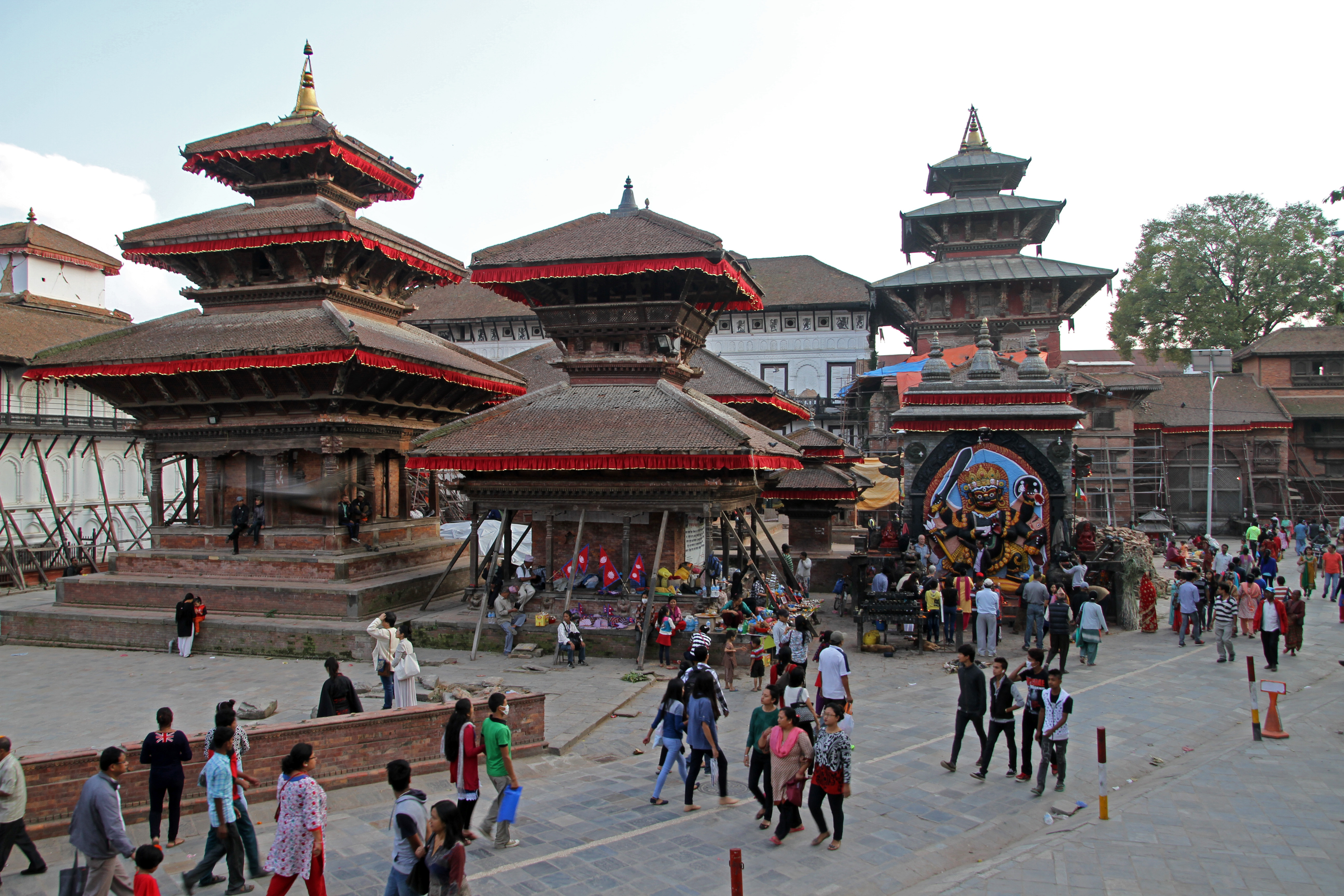
Vishnu-Indrapur-Kal Bhairav-Degutale
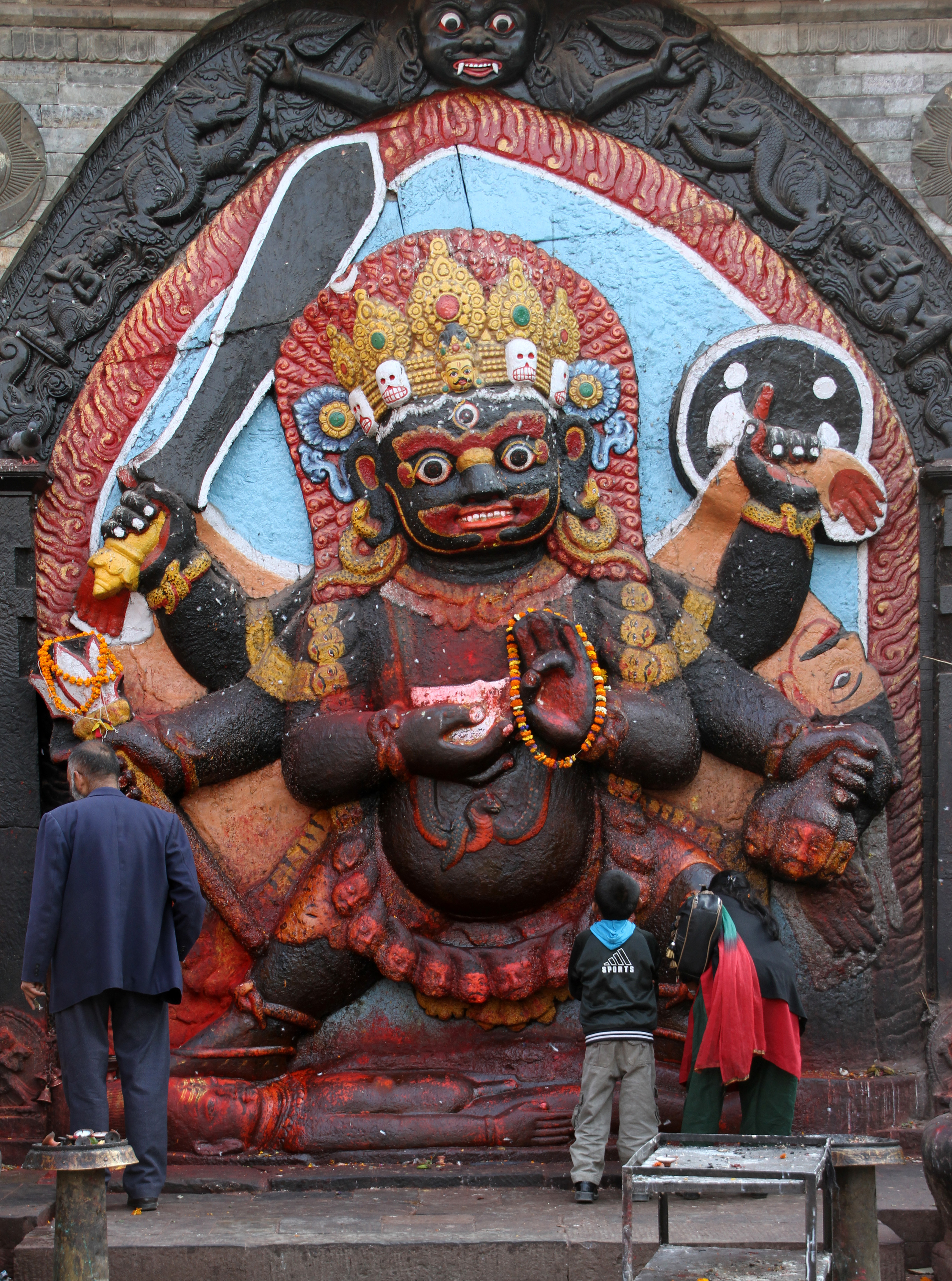
Kal Bhairav
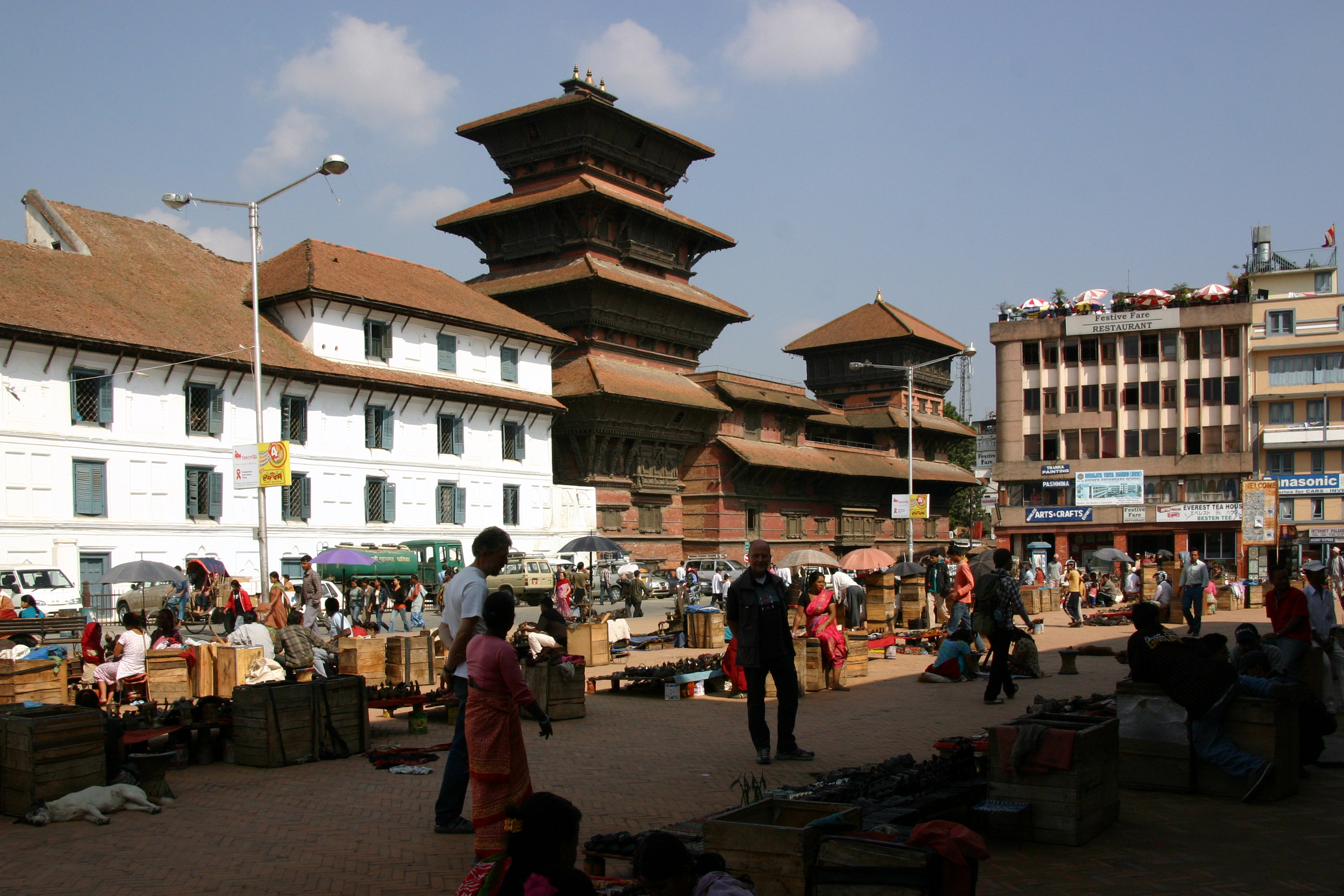
Basantapur Chowk